# Moments (濱崎步單曲)
《Moments》（剎那）是日本歌手濱崎步第32張單曲，2004年3月31日於日本發售。

## 說明
- 本張單曲是濱崎步首度分為「CD+DVD」、「CD ONLY」兩種型態發行的單曲。從本作之後的單曲均分為「CD+DVD」、「CD ONLY」兩種型態販售。
- 濱崎步於當年12月31日的「NHK紅白歌合戰」登場演唱《Moments》。
- 《Moments》其後收錄於2004年12月15日發售的第六張原創專輯《MY STORY》當中。另同時收錄於2007年2月28日發售的精選集《A BEST 2 -WHITE-》和2008年發售的單曲精選輯《A COMPLETE ~ALL SINGLES~》當中。

## 收錄歌曲

### CD
1. Moments "Original Mix"　
作詞：濱崎步 / 作曲：湯汲哲也 / 編曲：HIKARI
KOSÉ「VISÉE」廣告歌曲（由本人演出）
2. Moments "Acoustic Piano Version"
3. Moments "Flying humanoid Mix"
4. Moments "Original Mix -Instrumental-"

### DVD
1. Moments (video clip)